# Douze variations sur «La belle Françoise»
Les douze variations en mi bémol majeur pour piano sur « La belle Françoise », K. 353/300f, sont une œuvre pour piano de Wolfgang Amadeus Mozart, écrite probablement en 1781 à Vienne. La pièce est formée de douze variations basées sur la chanson française « la belle Françoise ». Il s'agit d'un pot-pourri sur Malbrough, dans lequel Marlbourgh dit à son épouse : « Adieu, donc, dame françoise » (en français actuel : « Adieu, donc, dame française »).

## Structure
- Thème: en mi bémol majeur, à 
, 12 mesures, 2 sections répétées 2 fois (mesures 1 à 4, mesures 5 à 12)
- Les Variations I à XI ont 12 mesures, 2 sections répétées 2 fois (mesures 1 à 4, mesures 5 à 12)
- La Variation IX est en mi bémol mineur.
- La Variation XI est marquée Adagio.
- Variation XII : Presto à 
, 2 sections répétées 2 fois (mesures 1 à 8, mesures 9 à 29) + Primo tempo , à 
, mesures 30 à 39

Durée de l'interprétation : Env. 14 min
Thème :
La lecture audio n'est pas prise en charge dans votre navigateur. Vous pouvez télécharger le fichier audio.